# Josip Mišić
Pour les articles homonymes, voir Mišić.
Josip Mišić est un footballeur international croate né le 28 juin 1994 à Vinkovci. Il évolue au poste de milieu au Dinamo Zagreb.

## Biographie

### En club
Il participe aux tours préliminaires de la Ligue Europa avec les clubs du NK Osijek et du HNK Rijeka.

### En équipe nationale
Josip Mišić évolue avec les moins de 19 ans, puis avec les espoirs.
Il joue son premier match en équipe de Croatie le 11 janvier 2017, contre le Chili. La rencontre se solde sur un score nul de 1-1 à Nanning en Chine.

## Palmarès
|  |  | HNK Rijeka - Champion de Croatie - Champion : 2017 - Coupe de Croatie - Vainqueur : 2017 Dinamo Zagreb - Champion de Croatie - Champion : 2021 et 2022. |